# Grand Prix Maďarska
Grand Prix Maďarska (maďarsky Formula 1 Nagydíj, anglicky Hungarian Grand Prix) je jedním ze závodů mistrovství světa vozů Formule 1, pořádané Mezinárodní automobilovou federací. Tradičním místem je trať Hungaroring nedaleko hlavního města Budapešti.

## Vítězové Grand Prix Maďarska
Tučně jsou znázorněni účastníci aktuální sezóny šampionátu Formule 1.
Růžové pozadí znázorňuje závody, které nebyly součástí šampionátů Formule 1.

### Opakovaná vítězství (jezdci)
| Počet vítězství | Jezdec             | Roky                                           |
| --------------- | ------------------ | ---------------------------------------------- |
| 8               | Lewis Hamilton     | 2007, 2009, 2012, 2013, 2016, 2018, 2019, 2020 |
| 4               | Michael Schumacher | 1994, 1998, 2001, 2004                         |
| 3               | Ayrton Senna       | 1988, 1991, 1992                               |
| 2               | Mika Häkkinen      | 1999, 2000                                     |
| 2               | Nelson Piquet      | 1986, 1987                                     |
| 2               | Damon Hill         | 1993, 1995                                     |
| 2               | Jacques Villeneuve | 1996, 1997                                     |
| 2               | Jenson Button      | 2006, 2011                                     |
| 2               | Sebastian Vettel   | 2015, 2017                                     |
| 2               | Max Verstappen     | 2022, 2023                                     |

### Opakovaná vítězství (týmy)
| Počet vítězství | Konstruktér | Roky                                                                         |
| --------------- | ----------- | ---------------------------------------------------------------------------- |
| 13              | McLaren     | 1988, 1991, 1992, 1999, 2000, 2005, 2007, 2008, 2009, 2011, 2012, 2024, 2025 |
| 7               | Williams    | 1986, 1987, 1990, 1993, 1995, 1996, 1997                                     |
| 7               | Ferrari     | 1989, 1998, 2001, 2002, 2004, 2015, 2017                                     |
| 5               | Mercedes    | 2013, 2016, 2018, 2019, 2020                                                 |
| 4               | Red Bull    | 2010, 2014, 2022, 2023                                                       |

### Opakovaná vítězství (dodavatelé motorů)
| Počet vítězství | Dodavatel | Roky                                                                                     |
| --------------- | --------- | ---------------------------------------------------------------------------------------- |
| 15              | Mercedes  | 1999, 2000, 2005, 2007, 2008, 2009, 2011, 2012, 2013, 2016, 2018, 2019, 2020, 2024, 2025 |
| 9               | Renault   | 1990, 1993, 1995, 1996, 1997, 2003, 2010, 2014, 2021                                     |
| 7               | Ferrari   | 1989, 1998, 2001, 2002, 2004, 2015, 2017                                                 |
| 6               | Honda     | 1986, 1987, 1988, 1991, 1992, 2006                                                       |

### Vítězové v jednotlivých letech
| Rok         | Jezdec             | Konstruktér         | Trať        | Výsledky  |
| ----------- | ------------------ | ------------------- | ----------- | --------- |
| 2025        | Lando Norris       | McLaren-Mercedes    | Hungaroring | Výsledky  |
| 2024        | Oscar Piastri      | McLaren-Mercedes    | Hungaroring | Výsledky  |
| 2023        | Max Verstappen     | Red Bull-Honda RBPT | Hungaroring | Výsledky  |
| 2022        | Max Verstappen     | Red Bull-RBPT       | Hungaroring | Výsledky  |
| 2021        | Esteban Ocon       | Alpine–Renault      | Hungaroring | Výsledky  |
| 2020        | Lewis Hamilton     | Mercedes            | Hungaroring | Výsledky  |
| 2019        | Lewis Hamilton     | Mercedes            | Hungaroring | Výsledky  |
| 2018        | Lewis Hamilton     | Mercedes            | Hungaroring | Výsledky  |
| 2017        | Sebastian Vettel   | Ferrari             | Hungaroring | Výsledky  |
| 2016        | Lewis Hamilton     | Mercedes            | Hungaroring | Výsledky  |
| 2015        | Sebastian Vettel   | Ferrari             | Hungaroring | Výsledky  |
| 2014        | Daniel Ricciardo   | Red Bull-Renault    | Hungaroring | Výsledky  |
| 2013        | Lewis Hamilton     | Mercedes            | Hungaroring | Výsledky  |
| 2012        | Lewis Hamilton     | McLaren-Mercedes    | Hungaroring | Výsledky  |
| 2011        | Jenson Button      | McLaren-Mercedes    | Hungaroring | Výsledky  |
| 2010        | Mark Webber        | Red Bull-Renault    | Hungaroring | Výsledky  |
| 2009        | Lewis Hamilton     | McLaren-Mercedes    | Hungaroring | Výsledky  |
| 2008        | Heikki Kovalainen  | McLaren-Mercedes    | Hungaroring | Výsledky  |
| 2007        | Lewis Hamilton     | McLaren-Mercedes    | Hungaroring | Výsledky  |
| 2006        | Jenson Button      | Honda               | Hungaroring | Výsledky  |
| 2005        | Kimi Räikkönen     | McLaren-Mercedes    | Hungaroring | Výsledky  |
| 2004        | Michael Schumacher | Ferrari             | Hungaroring | Výsledky  |
| 2003        | Fernando Alonso    | Renault             | Hungaroring | Výsledky  |
| 2002        | Rubens Barrichello | Ferrari             | Hungaroring | Výsledky  |
| 2001        | Michael Schumacher | Ferrari             | Hungaroring | Výsledky  |
| 2000        | Mika Häkkinen      | McLaren-Mercedes    | Hungaroring | Výsledky  |
| 1999        | Mika Häkkinen      | McLaren-Mercedes    | Hungaroring | Výsledky  |
| 1998        | Michael Schumacher | Ferrari             | Hungaroring | Výsledky  |
| 1997        | Jacques Villeneuve | Williams-Renault    | Hungaroring | Výsledky  |
| 1996        | Jacques Villeneuve | Williams-Renault    | Hungaroring | Výsledky  |
| 1995        | Damon Hill         | Williams-Renault    | Hungaroring | Výsledky  |
| 1994        | Michael Schumacher | Benetton-Ford       | Hungaroring | Výsledky  |
| 1993        | Damon Hill         | Williams-Renault    | Hungaroring | Výsledky  |
| 1992        | Ayrton Senna       | McLaren-Honda       | Hungaroring | Výsledky  |
| 1991        | Ayrton Senna       | McLaren-Honda       | Hungaroring | Výsledky  |
| 1990        | Thierry Boutsen    | Williams-Renault    | Hungaroring | Výsledky  |
| 1989        | Nigel Mansell      | Ferrari             | Hungaroring | Výsledky  |
| 1988        | Ayrton Senna       | McLaren-Honda       | Hungaroring | Výsledky  |
| 1987        | Nelson Piquet      | Williams-Honda      | Hungaroring | Výsledky  |
| 1986        | Nelson Piquet      | Williams-Honda      | Hungaroring | Výsledky  |
| 1985 – 1937 | Nejelo se          | Nejelo se           | Nejelo se   | Nejelo se |
| 1936        | Tazio Nuvolari     | Alfa Romeo          | Népliget    | Výsledky  |